# XXVI століття до н. е.

## Події
- правління в Стародавньому Єгипті 4-ї династії;
- будівництво Піраміди Хеопса;